# Megastylus semiluteus
Megastylus semiluteus är en stekelart som beskrevs av Pierre L. G. Benoit 1955. Megastylus semiluteus ingår i släktet Megastylus och familjen brokparasitsteklar. Inga underarter finns listade i Catalogue of Life.